# Philotheca
Philotheca es un género con 45 especies de plantas  perteneciente a la familia Rutaceae.

## Especies
- Philotheca acrolopha Paul G.Wilson
- Philotheca angustifolia (Paul G. Wilson) Paul G. Wilson
- Philotheca apiculata (Paul G. Wilson) Paul G. Wilson
- Philotheca basistyla Mollemans
- Philotheca brevifolia (Endl.) Paul G. Wilson
- Philotheca brucei (F.Muell.) Paul G.Wilson
- Philotheca buxifolius (Sm.) Paul G.Wilson
- Philotheca ciliata Hook.
- Philotheca citrina Paul G.Wilson
- Philotheca coateana Paul G. Wilson
- Philotheca coccinea (C.A.Gardner) Paul G.Wilson
- Philotheca conduplicata (Paul G. Wilson) P.I.Forst.
- Philotheca cuticularis Paul G. Wilson
- Philotheca cymbiformis (Paul G.Wilson) Paul G.Wilson
- Philotheca deserti (E. Pritzel) Paul G.Wilson
- Philotheca difformis (A.Cunn. ex Endl.) Paul G.Wilson
- Philotheca epilosa (Paul G. Wilson) P.I.Forst.
- Philotheca eremicola Paul G.Wilson
- Philotheca ericifolia (A.Cunn. ex Benth.) Paul G.Wilson
- Philotheca ericoides (Harv.) F.Muell.
- Philotheca falcata (Paul G.Wilson) Paul G.Wilson
- Philotheca fitzgeraldii (C.R.P.Andrews) Paul G.Wilson
- Philotheca freyciana Rozefelds
- Philotheca gardneri (Paul G.Wilson) Paul G.Wilson
- Philotheca glabra (Paul G.Wilson) Paul G.Wilson
- Philotheca glasshousiensis (Domin) P.I.Forst.
- Philotheca hispidula (Sieber ex Spreng.) Paul G.Wilson
- Philotheca kalbarriensis Paul G.Wilson
- Philotheca langei Mollemans
- Philotheca linearis (A.Cunn. ex Endl.) Paul G.Wilson
- Philotheca myoporoides (DC.) M.J.Bayly
- Philotheca nodiflora (Lindl.) Paul G.Wilson
- Philotheca nutans (Paul G.Wilson) Paul G.Wilson
- Philotheca obovalis (A.Cunn.) Paul G.Wilson
- Philotheca obovatifolia (Bayly) P.I.Forst.
- Philotheca pachyphylla (Paul G.Wilson) Paul G.Wilson
- Philotheca papillata I.Telford & L.M.Copel.
- Philotheca pinoides (Paul G.Wilson) Paul G.Wilson
- Philotheca pungens (Lindl.) Paul G.Wilson
- Philotheca queenslandica (C.T.White) P.I.Forst.
- Philotheca reichenbachii Sieber ex Spreng.
- Philotheca rhomboidea (Paul G.Wilson) Paul G.Wilson
- Philotheca salsolifolia (Sm.) Druce
- Philotheca scabra (Paxton) Paul G.Wilson
- Philotheca sericea (Paul G.Wilson) Paul G.Wilson
- Philotheca spicata (A.Rich.) Paul G.Wilson
- Philotheca sporadica (M.J.Bayly) Paul G.Wilson
- Philotheca thryptomenoides (S.Moore) Paul G.Wilson
- Philotheca tomentella (Diels) Paul G.Wilson
- Philotheca trachyphylla (F.Muell.) Paul G.Wilson
- Philotheca tubiflora A.S.George
- Philotheca verrucosa (A.Rich.) Paul G.Wilson
- Philotheca virgata (Hook.f.) Paul G.Wilson
- Philotheca wonganensis (Paul G.Wilson) Paul G.Wilson